# Harald Kühle

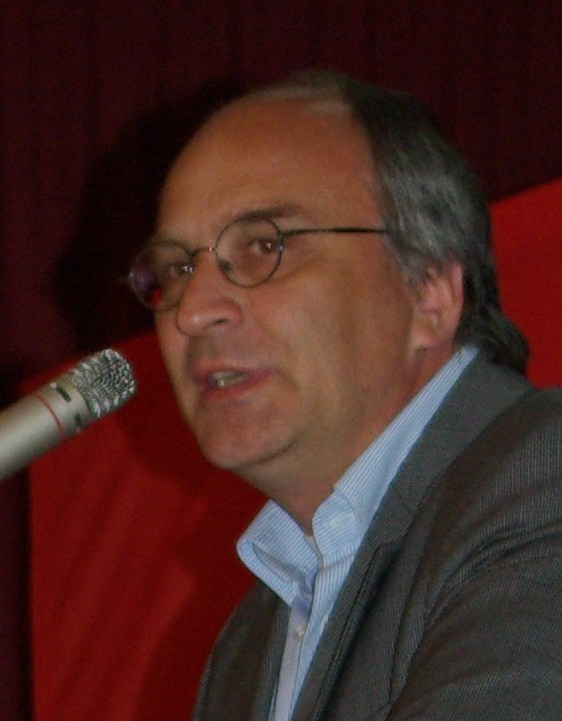
Harald Kühle

Harald Kühle (* 1957 in Northeim) ist ein ehemaliger deutscher Politiker (SPD) und war von 2006 bis 2013 Bürgermeister der südniedersächsischen Stadt Northeim.

## Lebensweg
Nach seiner Schulzeit in Northeim und Göttingen folgte ein Studium in Hannover mit Abschluss als Dipl. Sozialarbeiter/Sozialpädagoge.
1982 trat Kühle der SPD bei, von 1982 bis 1986 war er Vorsitzender der Northeimer Jungsozialisten (Jusos). Seit 1986 war Kühle Mitglied des Rates der Stadt Northeim; dabei seit 2001 Mitglied des Verwaltungsausschusses und seit 2004 Fraktionsvorsitzender der SPD. Während seiner Mitgliedschaft im Rat war Kühle in verschiedenen Ausschüssen (z. B. Wirtschaftsausschuss) tätig. Seit 1994 war er Vorsitzender des Ausschusses Jugend, Sport und Soziales. 2006 kandidierte er als Bürgermeister von Northeim. Der damals 49-jährige Geschäftsführer des Diakonieverbandes Göttingen gewann in der Stichwahl vom 24. September 2006 gegen Amtsinhaber Irnfried Rabe (FDP) und schied im Februar 2013 aus dem Amt. Zeitgleich verließ er nach über 30 Jahren auch seine Partei.
Harald Kühle ist verheiratet und hat zwei erwachsene Kinder.
Er ist Mitglied im Kinderschutzbund Northeim, im CVJM Northeim, der Arbeiterwohlfahrt, des Heimat- und Museumsvereins, des Tennis-Clubs Northeim, des Jäger-Corps Northeim von 1844 e.V., des Fördervereins Gymnasium Corvinianum sowie des Fördervereins der Freiwilligen Feuerwehr Northeim e.V.